# Aydıntepe
Aydıntepe là một huyện thuộc tỉnh Bayburt, Thổ Nhĩ Kỳ. Huyện có diện tích 473 km² và dân số thời điểm năm 2007 là 7200 người, mật độ 15 người/km².